# 白嘴美洲鱥
白嘴美洲鱥（學名：Notropis alborus），為輻鰭魚綱鯉形目雅羅魚科的其中一種，分布於北美洲美國維吉尼亞州喬萬河(Chowan River)到南卡羅來納州桑蒂河(Santee River)流域，體長可達6公分，棲息在水流清澈、沙石底質的河川上游、深潭，生活習性不明。